# Rugocythereis dorsoserrata
Rugocythereis dorsoserrata är en kräftdjursart som först beskrevs av Brady 1880.  Rugocythereis dorsoserrata ingår i släktet Rugocythereis och familjen Trachyleberididae. Inga underarter finns listade i Catalogue of Life.